# 蘇多姆斯卡亞高地
蘇多姆斯卡亞高地是俄羅斯的高地，位於波爾霍夫以南，由普斯科夫州負責管轄，面積1,200平方公里，最高點海拔高度294米，該地區有多座小型湖泊，植被以雲杉和松樹為主。